# PZL.16
PZL.16 (PZL-16) – jednosilnikowy, pięciomiejscowy samolot pasażerski, opracowywany, zbudowany na przełomie 1931 i 1932 roku przez Państwowe Zakłady Lotnicze.

## Historia
Samolot został opracowany w ramach konkursu na samolot pasażerski dla PLL "LOT", przez inżyniera Stanisława Praussa. W konstrukcji wykorzystano skrzydła, usterzenie i silnik z PZL Ł.2. Samolot rozbito podczas pierwszego oblotu (pilot Jerzy Kossowski) 2 kwietnia 1932 roku w wyniku skrzyżowania linek napędzających lotek.  Tym samym maszyna nie wzięła udziału w konkursie, który wygrał PWS-24. Do produkcji nie weszła także ulepszona wersja samolotu oznaczona jako PZL.17.

## Służba w lotnictwie
Samolot ten nigdy nie wyszedł poza fazę prototypu i tym samym nigdy nie służył w lotnictwie.

## Opis techniczny
Jednosilnikowy górnopłat zastrzałowy. Podwozie samolotu stałe, klasyczne. Konstrukcja metalowa kryta płótnem. Kabina dla czterech pasażerów i pilota. Napęd stanowił silnik gwiazdowy Škoda-Wright Whirlwind J-5A o mocy 220 KM.

## Wersje
- PZL.16 - prototyp samolotu pasażerskiego.
- PZL.17 - projekt ulepszonej wersji PZL.16.